# Abierto Mexicano de Tenis
Abierto Mexicano de Tenis er en professionel tennisturnering for mænd, som hvert år i februar afvikles i Acapulco, Mexico. Turneringen bliver afviklet udendørs på hardcourt i Arena GNP Seguros, og den har været en del af ATP Tour siden etableringen i 1993, hvor den pt. tilhører kategorien ATP Tour 500. Den er pr. 2022 sponsoreret Telcel og HSBC og afvikles derfor under det sponsorerede navn Aboerto Mexicano Telcel presented by HSBC. Turneringen havde i perioden 2001-20 også kvinderækker som en del af WTA Tour.
Turneringen blev en del af ATP Tour i 1993, og i 2001 blev den udevidet med kvinderækker og optaget på WTA Tour. Den blev afviklet i Mexico City fra 1993 til 1998, samt i 2000, inden den flyttede til Acapulco i 2001, hvor den blev spillet ved Fairmont Acapulco Princess. Turneringen er siden 2022 blevet afviklet i Arena GNP Seguros, stadig i Acapulco.
Indtil 2013 blev turnerngen afviklet på røde grusbaner og var den sidste turnering på ATP Tours Golden Swing, der bestod af fire ATP-turneringer i Latinamerika, der blev afviklet på grus. Fra og med 2014 blev underlaget skiftet til hardcourt, således at spillerne kunne deltage turneringen som opvarmning til de to store hardcourt-turneringer i USA i marts: Indian Wells Masters og Miami Open.
I herresingle har Thomas Muster (1993–96), David Ferrer (2010-12, 2015) og Rafael Nadal (2005, 2013, 2020, 2022) rekorden for flest titler, men Muster er den eneste, der har vundet turneringen fire år i træk. På kvindesiden har Amanda Coetzer (2001, 2003), Flavia Pennetta (2005, 2008), Venus Williams (2009-10), Sara Errani (2012-13) og Lesja Tsurenko (2017–18) alle vundet damesingletitlen to gange, og Williams, Errani og Tsurenko er de eneste med to titler i træk. Donald Johnson (1996, 2000–01) og Łukasz Kubot (2010, 2013, 2020) er de eneste spillere med tre turneringssejre i herredouble, og ud over Johnson har Michal Mertiňák (2008–09) og David Marrero (2012–13) vundet turneringen to år i træk. I damedouble er María José Martínez Sánchez (2001, 2008–09) og Arantxa Parra Santonja (2007, 2013, 2016) de eneste spillere med tre titler, og Nuria Llagostera Vives (2008–09) er den eneste anden spiller end Martínez Sánchez med to damedoubletitler i træk.
Vinderen modtager traditionelt en stor sølv-kalebas som trofæ.
Abierto Mexicano de Tenis blev i 2007 kåret som årets turnering på ATP Tour i kategorien ATP International Series Gold, og turneringen blev i 2009, 2011 og 2013-17 kåret som spillernes yndlingsturnering på WTA Tour i kategorien WTA International.

## Historie
Turneringen har gennem tiden har følgende spillesteder, sponsorerede navne og turneringskategorier.
| År   | Datoer                    | Værtsby     | Arena                                       | Underlag  | Sponsoreret navn              | ATP Tour                   | ATP Tour    | WTA Tour            | WTA Tour            |
| År   | Datoer                    | Værtsby     | Arena                                       | Underlag  | Sponsoreret navn              | Kategori                   | Præmiesum   | Kategori            | Præmiesum           |
| ---- | ------------------------- | ----------- | ------------------------------------------- | --------- | ----------------------------- | -------------------------- | ----------- | ------------------- | ------------------- |
| 1993 | 22. - 28. februar         | Mexico City |                                             | Rødt grus | Abierto Mexicano              | ATP World Series           | $ 275.000   | Ingen WTA-turnering | Ingen WTA-turnering |
| 1994 | 21. - 27. februar         | Mexico City | $ 300.000                                   | Rødt grus | Abierto Mexicano              | ATP World Series           |             | Ingen WTA-turnering | Ingen WTA-turnering |
| 1995 | 27. februar - 5. marts    | Mexico City | Abierto Mexicano Telcel                     | Rødt grus | $ 305.000                     | ATP World Series           |             | Ingen WTA-turnering | Ingen WTA-turnering |
| 1996 | 4. - 10. marts            | Mexico City | Abierto Mexicano Telcel                     | Rødt grus | $ 305.000                     | ATP World Series           |             | Ingen WTA-turnering | Ingen WTA-turnering |
| 1997 | 20. - 26. oktober         | Mexico City | Abierto Mexicano                            | Rødt grus | $ 305.000                     | ATP World Series           |             | Ingen WTA-turnering | Ingen WTA-turnering |
| 1998 | 26. oktober - 1. november | Mexico City | Abierto Mexicano Telcel                     | Rødt grus | $ 315.000                     | ATP World Series           |             | Ingen WTA-turnering | Ingen WTA-turnering |
| 2000 | 21. - 27. februar         | Mexico City | Abierto Mexicano Pegaso                     | Rødt grus | ATP International Series Gold | $ 700.000                  |             | Ingen WTA-turnering | Ingen WTA-turnering |
| 2001 | 26. februar - 4. marts    | Acapulco    | Abierto Mexicano Pegaso                     | Rødt grus | ATP International Series Gold | Fairmont Acapulco Princess | $ 700.000   | WTA Tier III        | $ 170.000           |
| 2002 | 25. februar - 3. marts    | Acapulco    | Abierto Mexicano Pegaso                     | Rødt grus | ATP International Series Gold | Fairmont Acapulco Princess | $ 700.000   | WTA Tier III        | $ 200.000           |
| 2003 | 24. februar - 2. marts    | Acapulco    | Abierto Mexicano Telefonica Movistar        | Rødt grus | ATP International Series Gold | Fairmont Acapulco Princess | $ 665.000   | WTA Tier III        | $ 170.000           |
| 2004 | 1. - 7. marts             | Acapulco    | Abierto Mexicano Telefonica Movistar        | Rødt grus | ATP International Series Gold | Fairmont Acapulco Princess | $ 627.000   | WTA Tier III        | $ 170.000           |
| 2005 | 21. - 27. februar         | Acapulco    | Abierto Mexicano Telcel                     | Rødt grus | ATP International Series Gold | Fairmont Acapulco Princess | $ 618.000   | WTA Tier III        | $ 180.000           |
| 2006 | 27. februar - 5. marts    | Acapulco    | Abierto Mexicano Telcel                     | Rødt grus | ATP International Series Gold | Fairmont Acapulco Princess | $ 665.000   | WTA Tier III        | $ 180.000           |
| 2007 | 26. februar - 4. marts    | Acapulco    | Abierto Mexicano Telcel                     | Rødt grus | ATP International Series Gold | Fairmont Acapulco Princess | $ 732.000   | WTA Tier III        | $ 180.000           |
| 2008 | 25. februar - 2. marts    | Acapulco    | Abierto Mexicano Telcel                     | Rødt grus | ATP International Series Gold | Fairmont Acapulco Princess | $ 769.000   | WTA Tier III        | $ 180.000           |
| 2009 | 23. februar - 1. marts    | Acapulco    | Abierto Mexicano Telcel                     | Rødt grus | ATP World Tour 500            | Fairmont Acapulco Princess | $ 1.100.000 | WTA International   | $ 220.000           |
| 2010 | 22. - 27. februar         | Acapulco    | Abierto Mexicano Telcel presentado por HSBC | Rødt grus | ATP World Tour 500            | Fairmont Acapulco Princess | $ 955.000   | WTA International   | $ 220.000           |
| 2011 | 21. - 26. februar         | Acapulco    | Abierto Mexicano Telcel presentado por HSBC | Rødt grus | ATP World Tour 500            | Fairmont Acapulco Princess | $ 1.100.000 | WTA International   | $ 220.000           |
| 2012 | 27. februar - 3. marts    | Acapulco    | Abierto Mexicano Telcel presentado por HSBC | Rødt grus | ATP World Tour 500            | Fairmont Acapulco Princess | $ 1.155.000 | WTA International   | $ 220.000           |
| 2013 | 25. februar - 2. marts    | Acapulco    | Abierto Mexicano Telcel presentado por HSBC | Rødt grus | ATP World Tour 500            | Fairmont Acapulco Princess | $ 1.212.750 | WTA International   | $ 235.000           |
| 2014 | 24. februar - 1. marts    | Acapulco    | Abierto Mexicano Telcel presentado por HSBC | Hardcourt | ATP World Tour 500            | Fairmont Acapulco Princess | $ 1.309.770 | WTA International   | $ 250.000           |
| 2015 | 23. - 28. februar         | Acapulco    | Abierto Mexicano Telcel presentado por HSBC | Hardcourt | ATP World Tour 500            | Fairmont Acapulco Princess | $ 1.414.550 | WTA International   | $ 250.000           |
| 2016 | 22. - 27. februar         | Acapulco    | Abierto Mexicano Telcel presentado por HSBC | Hardcourt | ATP World Tour 500            | Fairmont Acapulco Princess | $ 1.413.600 | WTA International   | $ 250.000           |
| 2017 | 27. februar - 4. marts    | Acapulco    | Abierto Mexicano Telcel presentado por HSBC | Hardcourt | ATP World Tour 500            | Fairmont Acapulco Princess | $ 1.491.310 | WTA International   | $ 250.000           |
| 2018 | 26. - 3. marts            | Acapulco    | Abierto Mexicano Telcel presentado por HSBC | Hardcourt | ATP World Tour 500            | Fairmont Acapulco Princess | $ 1.642.795 | WTA International   | $ 250.000           |
| 2019 | 25. - 2. marts            | Acapulco    | Abierto Mexicano Telcel presentado por HSBC | Hardcourt | ATP Tour 500                  | Fairmont Acapulco Princess | $ 1.780.060 | WTA International   | $ 250.000           |
| 2020 | 24. - 29. februar         | Acapulco    | Abierto Mexicano Telcel presentado por HSBC | Hardcourt | ATP Tour 500                  | Fairmont Acapulco Princess | $ 1.845.265 | WTA International   | $ 275.000           |
| 2021 | 15. - 20. marts           | Acapulco    | Abierto Mexicano Telcel presentado por HSBC | Hardcourt | ATP Tour 500                  | Fairmont Acapulco Princess | $ 1.053.910 | Ingen WTA-turnering | Ingen WTA-turnering |
| 2022 | 21. - 26. februar         | Acapulco    | Abierto Mexicano Telcel presentado por HSBC | Hardcourt | Arena GNP Seguros             | ATP 500                    | $ 1.678.065 | Ingen WTA-turnering | Ingen WTA-turnering |
| 2023 | 27. februar - 4. marts    | Acapulco    | Abierto Mexicano Telcel presentado por HSBC | Hardcourt | Arena GNP Seguros             | ATP 500                    | $ 2.013.940 | Ingen WTA-turnering | Ingen WTA-turnering |
| 2024 | 26. februar - 2. marts    | Acapulco    | Abierto Mexicano Telcel presentado por HSBC | Hardcourt | Arena GNP Seguros             | ATP 500                    | $ 2.206.080 | Ingen WTA-turnering | Ingen WTA-turnering |
| 2025 | 24. februar - 1. marts    | Acapulco    | Abierto Mexicano Telcel presentado por HSBC | Hardcourt | Arena GNP Seguros             | ATP 500                    | $ 2.585.410 | Ingen WTA-turnering | Ingen WTA-turnering |

## Vindere og finalister

### Herresingle
| År   | Mester                 | Finalist                    | Finaleresultat      |
| ---- | ---------------------- | --------------------------- | ------------------- |
| 1993 | Thomas Muster          | Carlos Costa                | 6–2, 6–4            |
| 1994 | Thomas Muster (2)      | Roberto Jabali              | 6–3, 6–1            |
| 1995 | Thomas Muster (3)      | Fernando Meligeni           | 7–6(4), 7–5         |
| 1996 | Thomas Muster (4)      | Jiří Novák                  | 7–6(3), 6–2         |
| 1997 | Francisco Clavet       | Joan Albert Viloca          | 6–4, 7–6(7)         |
| 1998 | Jiří Novák             | Xavier Malisse              | 6–3, 6–3            |
| 1999 | Ingen turnering        | Ingen turnering             | Ingen turnering     |
| 2000 | Juan Ignacio Chela     | Mariano Puerta              | 6–4, 7–6(4)         |
| 2001 | Gustavo Kuerten        | Galo Blanco                 | 6–4, 6–2            |
| 2002 | Carlos Moyà            | Fernando Meligeni           | 7–6(4), 7–6(4)      |
| 2003 | Agustín Calleri        | Mariano Zabaleta            | 7–5, 3–6, 6–3       |
| 2004 | Carlos Moyà (2)        | Fernando Verdasco           | 6–3, 6–0            |
| 2005 | Rafael Nadal           | Albert Montañés             | 6–1, 6–0            |
| 2006 | Luis Horna             | Juan Ignacio Chela          | 7–6(6), 6–4         |
| 2007 | Juan Ignacio Chela (2) | Carlos Moyà                 | 6–3, 7–6(2)         |
| 2008 | Nicolás Almagro        | David Nalbandian            | 6–1, 7–6(1)         |
| 2009 | Nicolás Almagro (2)    | Gaël Monfils                | 6–4, 6–4            |
| 2010 | David Ferrer           | Juan Carlos Ferrero         | 6–3, 3–6, 6–1       |
| 2011 | David Ferrer (2)       | Nicolás Almagro             | 7–6(4), 6–7(2), 6–2 |
| 2012 | David Ferrer (3)       | Fernando Verdasco           | 6–1, 6–2            |
| 2013 | Rafael Nadal (2)       | David Ferrer                | 6–0, 6–2            |
| 2014 | Grigor Dimitrov        | Kevin Anderson              | 7–6(1), 3–6, 7–6(5) |
| 2015 | David Ferrer (4)       | Kei Nishikori               | 6–3, 7–5            |
| 2016 | Dominic Thiem          | Bernard Tomic               | 7–6(6), 4–6, 6–3    |
| 2017 | Sam Querrey            | Rafael Nadal                | 6–3, 7–6(3)         |
| 2018 | Juan Martín del Potro  | Kevin Anderson              | 6–4, 6–4            |
| 2019 | Nick Kyrgios           | Alexander Zverev            | 6–3, 6–4            |
| 2020 | Rafael Nadal (3)       | Taylor Fritz                | 6–3, 6–2            |
| 2021 | Alexander Zverev       | Stefanos Tsitsipas          | 6–4, 7–6(3)         |
| 2022 | Rafael Nadal (4)       | Cameron Norrie              | 6–4, 6–4            |
| 2023 | Alex de Minaur         | Tommy Paul                  | 3–6, 6–4, 6–1       |
| 2024 | Alex de Minaur (2)     | Casper Ruud                 | 6–4, 6–4            |
| 2025 | Tomáš Macháč           | Alejandro Davidovich Fokina | 7–6(8–6), 6–2       |

### Herredouble
| År   | Mestre                                   | Finalister                            | Finaleresultat         |
| ---- | ---------------------------------------- | ------------------------------------- | ---------------------- |
| 1993 | Leonardo Lavalle Jaime Oncins            | Horacio de la Peña Jorge Lozano       | 7–6, 6–4               |
| 1994 | Francisco Montana Bryan Shelton          | Luke Jensen Murphy Jensen             | 6–3, 6–4               |
| 1995 | Javier Frana Leonardo Lavalle (2)        | Marc-Kevin Goellner Diego Nargiso     | 7–5, 6–3               |
| 1996 | Donald Johnson Francisco Montana (2)     | Nicolás Pereira Emilio Sánchez        | 6–2, 6–4               |
| 1997 | Nicolás Lapentti Daniel Orsanic          | Luis Herrera Mariano Sánchez          | 4–6, 6–3, 7–6          |
| 1998 | Jiří Novák David Rikl                    | Daniel Orsanic David Roditi           | 6–4, 6–2               |
| 1999 | Ingen turnering                          | Ingen turnering                       | Ingen turnering        |
| 2000 | Byron Black Donald Johnson (2)           | Gastón Etlis Martín Rodríguez         | 6–3, 7–5               |
| 2001 | Donald Johnson (3) Gustavo Kuerten       | David Adams Martín García             | 6–3, 7–6(5)            |
| 2002 | Bob Bryan Mike Bryan                     | Martin Damm David Rikl                | 6–1, 3–6, [10–2]       |
| 2003 | Mark Knowles Daniel Nestor               | David Ferrer Fernando Vicente         | 6–3, 6–3               |
| 2004 | Bob Bryan (2) Mike Bryan (2)             | Juan Ignacio Chela Nicolás Massú      | 6–2, 6–3               |
| 2005 | David Ferrer Santiago Ventura            | Jiří Vaněk Tomáš Zíb                  | 4–6, 6–1, 6–4          |
| 2006 | František Čermák Leoš Friedl             | Potito Starace Filippo Volandri       | 7–5, 6–2               |
| 2007 | Potito Starace Martín Vassallo Argüello  | Lukáš Dlouhý Pavel Vízner             | 6–0, 6–2               |
| 2008 | Oliver Marach Michal Mertiňák            | Agustín Calleri Luis Horna            | 6–2, 6–7(3), [10–7]    |
| 2009 | František Čermák (2) Michal Mertiňák (2) | Łukasz Kubot Oliver Marach            | 4–6, 6–4, [10–7]       |
| 2010 | Łukasz Kubot Oliver Marach (2)           | Fabio Fognini Potito Starace          | 6–0, 6–0               |
| 2011 | Victor Hănescu Horia Tecău               | Marcelo Melo Bruno Soares             | 6–1, 6–3               |
| 2012 | David Marrero Fernando Verdasco          | Marcel Granollers Marc López          | 6–3, 6–4               |
| 2013 | Łukasz Kubot (2) David Marrero (2)       | Simone Bolelli Fabio Fognini          | 7–5, 6–2               |
| 2014 | Kevin Anderson Matthew Ebden             | Feliciano López Maks Mirnyj           | 6–3, 6–3               |
| 2015 | Ivan Dodig Marcelo Melo                  | Mariusz Fyrstenberg Santiago González | 7–6(2), 5–7, [10–3]    |
| 2016 | Treat Huey Maks Mirnyj                   | Philipp Petzschner Alexander Peya     | 7–6(5), 6–3            |
| 2017 | Jamie Murray Bruno Soares                | John Isner Feliciano López            | 6–3, 6–3               |
| 2018 | Jamie Murray (2) Bruno Soares (2)        | Bob Bryan Mike Bryan                  | 7–6(4), 7–5            |
| 2019 | Alexander Zverev Mischa Zverev           | Austin Krajicek Artem Sitak           | 2–6, 7–6(4), [10–5]    |
| 2020 | Łukasz Kubot (3) Marcelo Melo (2)        | Juan Sebastián Cabal Robert Farah     | 7–6(6), 6–7(4), [11–9] |
| 2021 | Ken Skupski Neal Skupski                 | Marcel Granollers Horacio Zeballos    | 7–6(3), 6–4            |
| 2022 | Feliciano López Stefanos Tsitsipas       | Marcelo Arévalo Jean-Julien Rojer     | 7–5, 6–4               |
| 2023 | Alexander Erler Lucas Miedler            | Nathaniel Lammons Jackson Withrow     | 7–6(9), 7–6(3)         |
| 2024 | Hugo Nys Jan Zieliński                   | Santiago González Neal Skupski        | 6–3, 6–2               |
| 2025 | Christian Harrison Evan King             | Sadio Doumbia Fabien Reboul           | 6–4, 6–0               |

### Damesingle
| År   | Mester              | Finalist               | Finaleresultat   |
| ---- | ------------------- | ---------------------- | ---------------- |
| 2001 | Amanda Coetzer      | Jelena Dementjeva      | 2–6, 6–1, 6–2    |
| 2002 | Katarina Srebotnik  | Paola Suárez           | 6–7(1), 6–4, 6–2 |
| 2003 | Amanda Coetzer (2)  | Mariana Díaz-Oliva     | 7–5, 6–3         |
| 2004 | Iveta Benešová      | Flavia Pennetta        | 7–6(5), 6–4      |
| 2005 | Flavia Pennetta     | Ľudmila Cervanová      | 3–6, 7–5, 6–3    |
| 2006 | Anna-Lena Grönefeld | Flavia Pennetta        | 6–1, 4–6, 6–2    |
| 2007 | Émilie Loit         | Flavia Pennetta        | 7–6(0), 6–4      |
| 2008 | Flavia Pennetta (2) | Alizé Cornet           | 6–0, 4–6, 6–1    |
| 2009 | Venus Williams      | Flavia Pennetta        | 6–1, 6–2         |
| 2010 | Venus Williams (2)  | Polona Hercog          | 2–6, 6–2, 6–3    |
| 2011 | Gisela Dulko        | Arantxa Parra Santonja | 6–3, 7–6(5)      |
| 2012 | Sara Errani         | Flavia Pennetta        | 5–7, 7–6(2), 6–0 |
| 2013 | Sara Errani (2)     | Carla Suárez Navarro   | 6–0, 6–4         |
| 2014 | Dominika Cibulková  | Christina McHale       | 7–6(3), 4–6, 6–4 |
| 2015 | Timea Bacsinszky    | Caroline Garcia        | 6–3, 6–0         |
| 2016 | Sloane Stephens     | Dominika Cibulková     | 6–4, 4–6, 7–6(5) |
| 2017 | Lesja Tsurenko      | Kristina Mladenovic    | 6–1, 7–5         |
| 2018 | Lesja Tsurenko (2)  | Stefanie Vögele        | 5–7, 7–6(2), 6–2 |
| 2019 | Wang Yafan          | Sofia Kenin            | 2–6, 6–3, 7–5    |
| 2020 | Heather Watson      | Leylah Annie Fernandez | 6–4, 6–7(8), 6–1 |

### Damedouble
| År   | Mestre                                                     | Finalister                                             | Finaleresultat       |
| ---- | ---------------------------------------------------------- | ------------------------------------------------------ | -------------------- |
| 2001 | María José Martínez Sánchez Anabel Medina Garrigues        | Virginia Ruano Pascual Paola Suárez                    | 6–4, 6–7(5), 7–5     |
| 2002 | Virginia Ruano Pascual Paola Suárez                        | Tina Križan Katarina Srebotnik                         | 7–5, 6–1             |
| 2003 | Émilie Loit Åsa Svensson                                   | Petra Mandula Patricia Wartusch                        | 6–3, 6–1             |
| 2004 | Lisa McShea Milagros Sequera                               | Olga Blahotová Gabriela Navrátilová                    | 2–6, 7–6(5), 6–4     |
| 2005 | Alina Jidkova Tetjana Perebyjnis                           | Rosa María Andrés Rodríguez Conchita Martinez Granados | 7–5, 6–3             |
| 2006 | Anna-Lena Grönefeld Meghann Shaughnessy                    | Shinobu Asagoe Émilie Loit                             | 6–1, 6–3             |
| 2007 | Lourdes Domínguez Lino Arantxa Parra Santonja              | Émilie Loit Nicole Pratt                               | 6–3, 6–3             |
| 2008 | Nuria Llagostera Vives María José Martínez Sánchez (2)     | Iveta Benešová Petra Cetkovská                         | 6–2, 6–4             |
| 2009 | Nuria Llagostera Vives (2) María José Martínez Sánchez (3) | Lourdes Domínguez Lino Arantxa Parra Santonja          | 6–4, 6–2             |
| 2010 | Polona Hercog Barbora Záhlavová-Strýcová                   | Sara Errani Roberta Vinci                              | 2–6, 6–1, [10–2]     |
| 2011 | Marija Koryttseva Ioana Raluca Olaru                       | Lourdes Domínguez Lino Arantxa Parra Santonja          | 3–6, 6–1, [10–4]     |
| 2012 | Sara Errani Roberta Vinci                                  | Lourdes Domínguez Lino Arantxa Parra Santonja          | 6–2, 6–1             |
| 2013 | Lourdes Domínguez Lino (2) Arantxa Parra Santonja (2)      | Catalina Castaño Mariana Duque Mariño                  | 6–4, 7–6(1)          |
| 2014 | Kristina Mladenovic Galina Voskobojeva                     | Petra Cetkovská Iveta Melzer                           | 6–3, 2–6, [10–5]     |
| 2015 | Lara Arruabarrena María Teresa Torró Flor                  | Andrea Hlaváčková Lucie Hradecká                       | 7–6(2), 5–7, [13–11] |
| 2016 | Anabel Medina Garrigues (2) Arantxa Parra Santonja (3)     | Kiki Bertens Johanna Larsson                           | 6–0, 6–4             |
| 2017 | Darija Jurak Anastasia Rodionova                           | Mariana Duque Mariño Verónica Cepede Royg              | 6–3, 6–2             |
| 2018 | Tatjana Maria Heather Watson                               | Kaitlyn Christian Sabrina Santamaria                   | 7–5, 2–6, [10–2]     |
| 2019 | Viktorija Azarenka Zheng Saisai                            | Desirae Krawczyk Giuliana Olmos                        | 6–1, 6–2             |
| 2020 | Desirae Krawczyk Giuliana Olmos                            | Kateryna Bondarenko Sharon Fichman                     | 6–3, 7–6(5)          |